# 浜海国際機場駅
浜海国際機場駅（ひんかいこくさいきじょうえき）は中華人民共和国天津市東麗区に位置する天津地下鉄2号線の駅。天津浜海国際空港のターミナルに直結している。また、将来的には同線の隣接駅に第3ターミナルとしてT3航站楼駅も新設され、Z2号線も当駅に乗り入れる予定となっている。

## 利用可能な路線
■2号線
■Z2号線(未開業)

## 駅構造
島式ホーム1面2線の地下駅。

## 駅周辺
- 天津浜海国際空港

## 歴史
- 2013年8月28日 - 開業[1]。

## 隣の駅
- ■2号線

空港経済区駅 - 浜海国際機場駅 - T3航站楼駅(未開業)
- ■Z2号線(未開業)

華明鎮駅 - 浜海国際機場駅 - 中心大道駅